# Zamia tuerckheimii
Zamia tuerckheimii — вид голонасінних рослин класу Саговникоподібні (Cycadopsida).
Етимологія: названий на честь Ганса фон Тюркхайма колектора рослин і мандрівника в Центральній Америці, який вперше зібрав вид.

## Опис
Стовбур деревовидий, до 1 м заввишки, 10–12 см діаметром. Листків 8–15, 1–2 м завдовжки; черешок від колючого до гладкого, 0,3–0,5 м; хребет без колючок, до 1,5 м в довжину; з 8–15 парами листові фрагментів. Листові фрагменти від яйцювато-ланцетних до подовжено-ланцетних, блискучі, райдужно-синьо-зелені, 4–6 см шириною, довжиною 14–18 см, поля цілі, різко загострені на верхівці. Пилкові шишки від жовтувато-коричневого до сіро-коричневого кольору в зрілості, циліндричні, завдовжки 12–15 см, 2–4 см діаметром. Насіннєві шишки коричневі, коли молоді й глибоко райдужно-синьо-зелені, коли зрілі, циліндричні завдовжки 12–18 см, 4–8 см діаметром. Насіння від червоного до яскраво-червоного, яйцюваті, 1,2–1,8 см. 2n = 16.

## Поширення, екологія
Цей вид відомий тільки з Гватемали, де зустрічається в провінції Альта-Верапас. Цей вид росте на вологих лісових схилах і гірських хребтах, розвинених на вапняках. Найбільш часто зустрічається як підлісок на крутих схилах або в кам'янистих добре дренованих районах.

## Загрози й охорона
Загрози невідомі.